# Habrocestum shulovi
Habrocestum shulovi är en spindelart som beskrevs av Prószynski 1999 [2000. Habrocestum shulovi ingår i släktet Habrocestum och familjen hoppspindlar. Inga underarter finns listade i Catalogue of Life.